# Harry Melling
Harry Edward Melling  (* 13. března 1989 Londýn, Spojené království) je anglický herec, který ztvárnil postavu Dudleyho Dursleyho ve filmové sérii o Harrym Potterovi. Navštěvoval školu Hendon a potom školu Mill Hill. Je vnuk Patricka Troughtona, který hrál v science fiction seriálu Doctor Who z let 1966–1969. Je synovcem herců Davida, Michaela a Sama Troughtonových a bratrancem hráče kriketu Jima Troughtona. Je členem Národního divadla mládeže. Trénoval v divadelní škole Sue Nieto v severozápadním Londýně a v současnosti navštěvuje Londýnskou akademii múzických umění.

## Filmografie

### Filmy
- Harry Potter a Kámen mudrců (2001): Dudley Dursley
- Harry Potter a Tajemná komnata (2002): Dudley Dursley
- Harry Potter a vězeň z Azkabanu (2004): Dudley Dursley
- Harry Potter a Fénixův řád (2007): Dudley Dursley
- Harry Potter a Relikvie smrti – část 1 (2010): Dudley Dursley
- Ztracené město Z (2016): William Barclay
- The Current War (2017): Benjamin Vale
- Balada o Busteru Scruggsovi (2018): Harrison
- Brankář (2018): seržant Smythe
- Waiting for the Barbarians (2019): voják
- Old Guard: Nesmrtelní (2020): Steven Merrick
- Ďábel (2020): Roy Laferty
- Bledé modré oko (2022): Edgar Allan Poe

### Televize
- Friends & Crocodiles (2005): mladý Oliver
- Merlin (2010): Gilli
- Tři mušketýři (2016): Bastien
- Válka světů (2019): dělostřelec
- Jeho temné esence (2019): Sysselman
- Dámský gambit (2020): Harry Beltik

### Divadlo
- 20 Cigarettes (2007): Oscarův otec